# Neritidae
Neritidae zijn een familie van slakken (weekdieren), die algemeen verspreid voorkomen over de hele wereld.

## Kenmerken
Het zijn bolle, halfronde horens, met weinig windingen. De laatste winding is zeer groot. Het topgedeelte is meestal sterk afgevlakt. De buitenkant kan glad zijn of zwakke tot sterke spiraalsculptuur vertonen. De mondopening vormt een halve cirkel met een platte, aan de rand vaak getande columellaire plaat. De buitenlip is meestal verdikt met aan de binnenkant vaak duidelijke tandvormige plooien. Het operculum is kalkachtig, in veel gevallen verstevigd en heeft een typerend uitsteeksel (apofyse). Dit grijpt bij het afsluiten van de mondopening achter de schelprand. Doordat het horentje geheel is af te sluiten kunnen de dieren water opslaan en perioden van droogte doorstaan. 

## Verspreiding en leefgebied
Wereldwijd komen honderden soorten voor, met vooral vertegenwoordigers in zout water, maar ook in brak en zoet water leven soorten (genera Neritina en Theodoxus). Sommige soorten (genus Neritodryas) verlaten tijdelijk het water en grazen stammen van oeverplanten af. Veel soorten leven in het getijdengebied.

## Taxonomie
- Familie: Neritidae Lamarck, 1809
  - Geslacht: Nerita Linnaeus, 1758
    - Nerita fulgurans Gmelin, 1791
    - Nerita funiculata Menke, 1851
    - Nerita peloronta Linnaeus, 1758
    - Nerita scabricosta Lamarck, 1822
    - Nerita tessellata Gmelin, 1791
    - Nerita versicolor Gmelin, 1791

  - Geslacht: Neritina Lamarck, 1816
    - Neritina clenchi Russell, 1940
    - Neritina communis (Quoy & Gaimard, 1832
    - Neritina meleagris (Lamarck, 1822)
    - Neritina pulligera (Linnaeus, 1758)
    - Neritina reclivata (Say, 1822)
    - Neritina usnea (Roding, 1798)
    - Neritina virginea (Linnaeus, 1758)

  - Geslacht: Puperita Gray, 1857
    - Puperita pupa (Linnaeus, 1767)
    - Puperita tristis (Orbigny, 1842)

  - Geslacht: Smaragdia Issel, 1869
    - Smaragdia bryanae
    - Smaragdia viridis (Linnaeus, 1758)

  - Onderfamilie: Neritiliinae
    - Geslacht: Neritilia Von Martens, 1879
    - Geslacht: Septariellina Bequaert & Clench, 1936

  - Onderfamilie: Neritinae Lamarck, 1809
    - Geslacht: Neritodryas Von Martens, 1869
    - Geslacht: Tanzaniella Lupu, 1979
    - Geslacht: Theodoxus Montfort, 1810
      - Theodoxus fluviatilis (Linnaeus, 1758)
      - Theodoxus danubialis
      - Theodoxus longispina Recluz, 1841)
      - Theodoxus luteofasciatus (Miller, 1879
      - Theodoxus transversalis

  - Onderfamilie: Smaragdiinae H.B. Baker, 1923
    - Geslacht: Magadis Melville & Standen, 1899
    - Geslacht: Pisulina G. & H. Nevill, 1869

## Taxonomie volgens WoRMS in geslachten

Vittina waigiensis

- Agapilia Harzhauser & Kowalke, 2001 †
- Bajanerita Squires, 1993 †
- Clithon Montfort, 1810
- Clypeolum Récluz, 1842
- Cuisenerita Symonds & Pacaud, 2010 †
- Fluvinerita Pilsbry, 1932
- Magadis Melvill & Standen, 1899
- Mienerita Dekker, 2000
- Nereina de Cristofori & Jan, 1832
- Neripteron Lesson, 1831
- Nerita Linnaeus, 1758
- Neritina Lamarck, 1816
- Neritodryas Martens, 1869
- Ninnia Brusina, 1902 †
- Pseudonerita Baker, 1924
- Puperita Gray, 1857
- Septaria Férussac, 1807
- Smaragdia Issel, 1869
- Theodoxus Montfort, 1810
- Vitta Mörch, 1852
- Vittina H. B. Baker, 1924